# Methylviolet
Methylviolet is een naam die wordt gegeven aan een groep van verschillende pH-indicatoren. Ze worden gebruikt om bij een zuur-basetitratie het equivalentiepunt te bepalen. Het omslaggebied van methylviolet ligt tussen 0,0 en 1,6 (overgang van geel naar violet).
In zuivere vorm komt methylviolet voor als blauw-groene kristallen, die matig tot slecht oplosbaar zijn in water.

## Varianten
- Tetramethyl of methylviolet 2B: de meest voorkomende vorm van methylviolet, die wordt gebruikt in de geneeskunde en chemische sector
- Pentamethyl of methylviolet 6B
- Hexamethyl of methylviolet 10B (ook bekend als kristalviolet of gentiaanviolet)